# Kazunori Yoshimoto
Kazunori Yoshimoto (吉本 一謙?, Yoshimoto Kazunori; Kodaira, 24 aprile 1988) è un ex calciatore giapponese, di ruolo difensore.